# Conseil mondial des diamants
Le Conseil Mondial des diamants (World Diamond Council, WDC) a été créé en 2000 par l’industrie mondiale du diamant en réponse à l’indignation suscitée par le financement des conflits en Afrique au moyen de diamants bruts. Ce dernier avait pour mission de rendre possible la traçabilité des diamants bruts pour prévenir leur utilisation à des fins illicites telles que la guerre.
En 2003, le WDC a introduit un système d’auto-régulation appelé Processus de Kimberley, censé enrayer le flot de « diamants de sang », appelés aussi « diamants de conflits ». Cet objectif louable a malheureusement été biaisé par la définition étriquée d’un diamant de conflit, ou diamant de sang, choisie par les différents protagonistes : « diamants bruts utilisés par des mouvements rebelles ou leurs alliés pour financer un conflit visant à renverser des gouvernements légitimes ». Le commerce lucratif des diamants polis et taillés échappe donc aux restrictions qui s’appliquent aux diamants bruts en matière de droits humains.